# Week-end spadois
Le Week-end spadois est une course cycliste à étapes amateurs belge, qui a été organisée en 1955, 1960 et 1961.
Elle se déroulait un week-end de juin, en deux étapes de 150 km environ, entre Liège et Spa en Région wallonne.

## Palmarès
| Année   | VainqueurSite du cyclisme | Deuxième             | Troisième           |
| ------- | ------------------------- | -------------------- | ------------------- |
| 1953    |                           |                      | Jos Hoevenaers      |
| Étape 1 |                           |                      |                     |
| Étape 2 |                           |                      |                     |
| 1955    | Jos Hoevenaers            | Paul Van Laer        | André Le Dissez     |
| Étape 1 | Jos Hoevenaers            | Paul Van Laer        | Jozef Sels          |
| Étape 2 | Paul Van Laer             | Adri De Rooy         | Jos Hoevenaers      |
| 1960    | Roland Lacombe            | Jean-Baptiste Claes  | Roger Walravens     |
| Étape 1 | Léo Van Bael              | Jean-Baptiste Claes  | Roland Lacombe      |
| Étape 2 | Willy Monty               | Roland Lacombe       | Jean-Baptiste Claes |
| 1961    | Georges Vandenberghe      | Jan Boonen           | Roger Van Heel      |
| Étape 1 | Théo Mertens              | Ernest Dumez         | Frans Croes         |
| Étape 2 | Willy Van Driessche       | Georges Vandenberghe | Jan Boonen          |